# Estación de la emergencia
| O1 · D21 | X1 · N5 |

| O1 · D21 | X1 · N5 |

La estación de la emergencia (en antiguo egipcio: Prt) fue la segunda estación de los calendarios egipcios lunar y civil. Se sitúa después de la Estación de la Inundación (Ꜣḫt) y antes de la Estación de la Cosecha (Šmw). 

## Nombres
La pronunciación del nombre del Antiguo Egipto para la Estación de la Emergencia es incierta, ya que los jeroglíficos no registran sus vocales. Se transcribe convencionalmente Peret. El nombre se refiere al surgimiento de la tierra fértil junto al Nilo a partir de su inundación anual y al crecimiento de la vegetación y los cultivos durante la temporada siguiente.
También se le conoce como invierno. 

## Calendario lunar
En el calendario lunar, el mes intercalado se agregaba según fuera necesario para mantener la salida helíaca de Sirio en el cuarto mes de la Estación de la Cosecha. Esto significaba que la Estación de la Emergencia generalmente duraba de enero a mayo. Debido a que el momento preciso de la inundación varió, los meses de «Emergencia» ya no reflejaban con precisión el estado del río, pero la estación solía ser el momento de la siembra y el crecimiento del grano egipcio.

## Calendario civil
En el calendario civil, la falta de años bisiestos en los períodos ptolemaico y romano significaba que la estación perdía aproximadamente un día cada cuatro años y no era estable en relación con el año solar o el calendario gregoriano.

## Meses
La Estación de la Emergencia se dividió en cuatro meses. En el calendario lunar, cada uno comenzaba en un amanecer, cuando la luna creciente menguante ya no era visible. En el calendario civil, cada uno constaba de exactamente 30 días divididos en tres semanas de 10 días conocidas como decanatos.
En el antiguo Egipto, estos meses generalmente se registraban por su número dentro de la estación: I, II, III y IV Prt. También eran conocidos por los nombres de sus principales festivales, que se utilizaron cada vez más después de la ocupación persa. Estos luego se convirtieron en la base para los nombres de los meses del calendario copto.
| Calendario egipcio | Calendario egipcio           | Copto     |
| Transliteración    | Significado                  | Copto     |
| ------------------ | ---------------------------- | --------- |
| I Prt Sf Bdt       | Primer mes de la emergencia  | Tobi      |
| II Prt Mḫr         | Segundo mes de la emergencia | Meshir    |
| III Prt Rh Nds     | Tercer mes de la emergencia  | Paremhat  |
| IV Prt Rnwt        | Cuarto mes de la emergencia  | Paremoude |